# Casa de la Moneda (Potosí)
La Casa Nacional de Moneda de Bolívia, coneguda també com la Reial Casa de Moneda o simplement com la Casa Nacional de Moneda, es troba a la ciutat de Potosí.
Als anys quaranta del segle vint, el Govern de Bolívia, mitjançant un Decret Suprem de 5 d'octubre de 1940, lliurava l'antiga Reial Casa de Moneda de Potosí a la Societat Geogràfica i d'Història “Potosí” per a la seva administració i organització d'un museu i fitxer històric.
En l'actualitat, aquest dipòsit cultural s'ha convertit al centre museològic i documental molt conegut en l'àmbit nacional i internacional.

## Primera Casa de la Moneda
La sorprenent extracció de la plata del Cerro Rico, el creixement de la població, l'expansió del comerç i l'inesperat auge que va aconseguir la ciutat de Potosí, entre altres factors, va crear la necessitat d'organitzar un centre d'encunyació.
Abans d'instal·lar una Casa de Fosa i de Moneda en la Vila Imperial de Potosí, la manera de beneficiar la plata era fonent-la amb plom igual que els indígenes en uns forns rústics anomenats "guairas". Els espanyols van copiar aquest procediment i van manar construir 6.000 fogons i "van llançar-hi a dins els minerals de plata, sense barreja de cap altre, que van quedar dòcils, corrents i de tota llei, i feien foc fins a fondre la plata surant a part l'escòria".

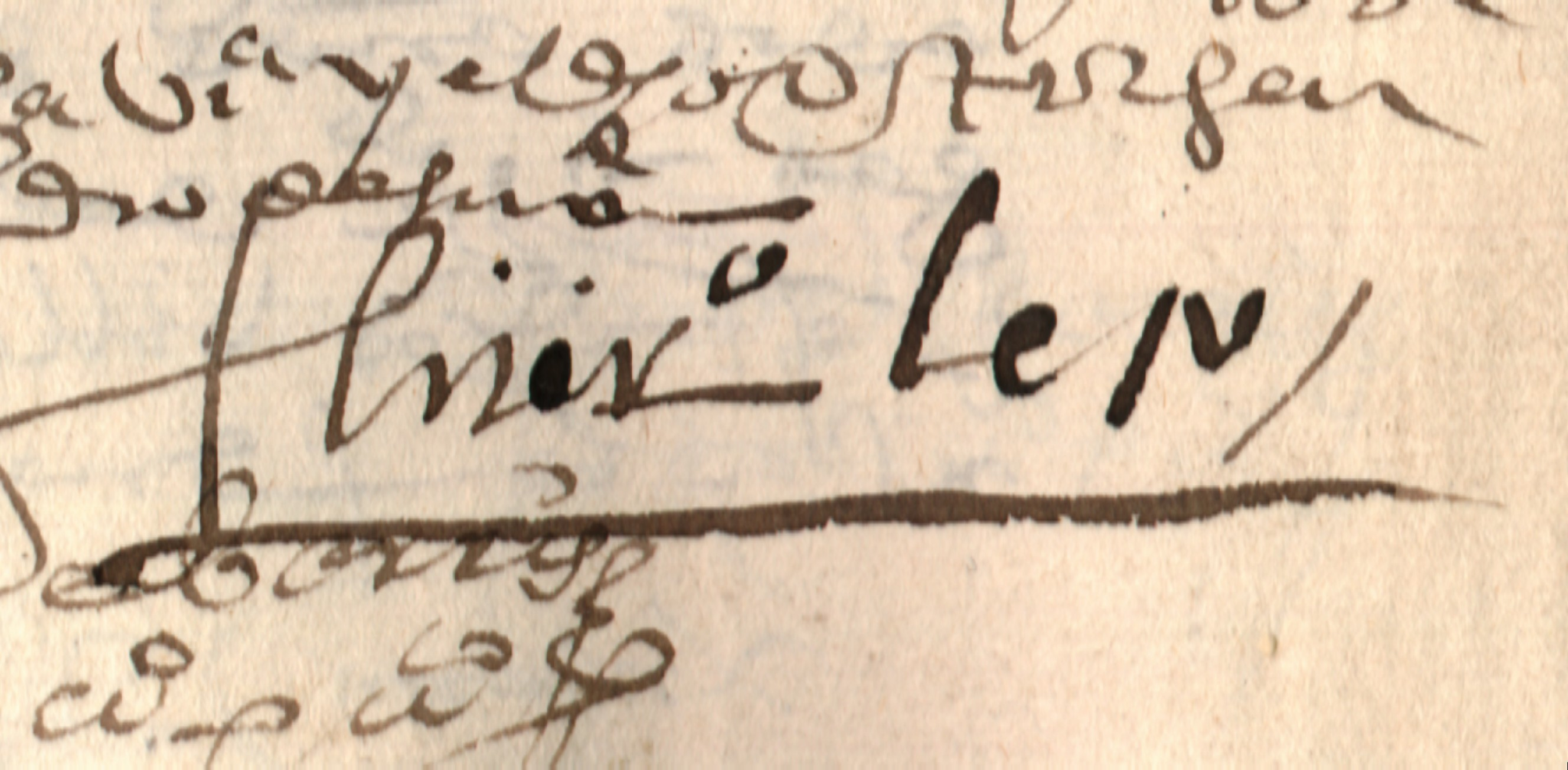
Signatura de Gerónimo Leto (fitxer Històric de la Casa Nacional de Moneda.)

Anys més tard es va arribar al benefici mitjançant l'argent viu, creat per Pedro Fernández de Velasco que el va ensenyar a Perú el 1571, introduït a Potosí pel virrei Francisco de Toledo l'any següent.
Respecte a la moneda, circulava el metall argentífer sense segellar que va tenir la denominació de "plata corrent". El 1572, Toledo es queixava que "des de deu llegua de la Ciutat dels Reis aquí, no només no corre moneda encunyada, però encara ni un ral he vist ni que s'hagi". En la seva visita a aquesta Vila el desembre del 1572, va ordenar la construcció de diversos edificis públics reorganitzant amb criteri d'urbanista l'ampliació de carrers i places i va manar a la vegada l'edificació d'una casa on s'amalgamara i fabricara moneda de plata.
Segons una memòria de govern, s'argumentava: " ... per evitar el dany vaig entendre que la república rebia amb la mala plata corrent que caminava, vaig enviar fundar i passar allà, la Casa de Moneda, amb tanta contradicció com VM ha vist cosa tan necessària per a les pagues que es feien als dits indis i per al comerç de la república ".
En una provisió donada per Toledo, es confirma que per la seva ordre es va enviar a fundar la seca de Potosí, que argumenta de la manera següent:
| « | ...avos los oficiales rreales dela rreal aza desu magd que rresidis en la Villa ynperial de Potosí sabed que Jhoan de Yturrieta tesso de la cassa de la moneda que por mi mandado esta fundada en la dha Villa me ha ssido hecha rrelacion diziendo que por ser la dha casa nueba y por no entender los Vezinos y moradores della y tratantes y mercaderes el Veneficio dela dha moneda noan metido ni meten a labrar... | » |

Així mateix, don Alejandro Garland, en la seva obra "Els mitjans circulants usats en el Perú", relata sobre això "trobant difícil i inconvenient la conducció de les pinyes o barres des d'aquest seient mineral fins a la Casa de Moneda de Lima, es va decidir a clausurar provisionalment aquesta i erigir una nova a Potosí com ho va fer el 1572 ", a la plaça de l'Alegria a càrrec del mestre en obres Jeroni Leto.
La visió del virrei Francisco de Toledo porta endavant la construcció de la primera Casa de Moneda en aquestes altures. El 1572 es van posar els fonaments en els voltants de la plaça del Alegria (Plaça novembre 10) sota la responsabilitat del alarife potosino Jeroni de Leto, concloent l'obra després de tres anys. El seu cost va ascendir a 8.321 pesos, un tomín i 13 grams de plata.
L'encunyació de monedes es va iniciar immediatament la base d'una tecnologia rudimentària que es va mantenir per 212 anys, des del 1572 fins al 1767.
Conclosa la construcció d'una Casa de amonedación, la seca de Potosí emprèn a l'encunyació de la moneda legal, la primera rendició treta correspon entre el 1574-1575. Hi ha un document que demostra que Potosí va encunyar moneda legal des del 1574, una primera partida testimonia que amonedó 26.531 pesos. Des del 28 març 1574 hasta 7 des del 1575 va pagar per senyoratge un real per marc en compliment a l'ordenança de 15 febrer del 1567 que disposa "que de cada marc de plata es cobri un ral de senyoratge".
| « | Yten ade aver su magd. veynte y seis mill e quinientos e treynta y un rreales que le pertenecieron del señoraje de veinte e seis mill y quinientos y treynta y un marcos de Plata que sean metido a labrar por su magd, y por personas particulares desta villa en la casa de la moneda della desde veynte y ocho dias del mes de março de setenta y quatro que se començo a labrar en la dicha casa hasta el hultima partida que fue en siete de dizienbre deste año de setenta y cinco como costa, por testimonio firmado de martin de Reçusta escrivano dela dicha casa dela moneda | » |

Van ser tan conegudes les monedes emeses durant aquest període en el món que es va estendre la frase immortalitzada per Miguel de Cervantes Saavedra. "Val un Potosí"
econòmica, pel seu èxit o el seu fracàs en aquest cercle que marcava el Cerro Rico "

### Esclavitud
Quan va visitar el 5è Virrei del Perú, el senyor Francisco de Toledo, la Vila Imperial de Potosí, el desembre del 1572, va manar fundar la Casa de Moneda amb el seu propi edifici perquè era necessari encunyar monedes per al tracte i comerç i la paga dels jornals dels indis.
Quan s'inicià la producció de monedes el 28 març del 1574, un mes abans, Toledo autoritzava per Reial Provisió de 24 de febrer el pagament a Joan d'Aragó i a Lucas Lobo, per la faiçó de roba per vestir els esclaus negres de les fornasses.
A Joan d'Aragó 43 pesos per:
- 36 pesos per la faiçó de 6 vestits a 6 pesos cada vestit.
- 5 pesos de fil per cosir.
- 2 pesos de claudàtors per a ells.
A Lucas Llop se l'ha 195 pesos de plata corrent per:
- 45 pesos per 12 mantes de cotó per a altres tantes camises a 3 pesos 6 tomines cadascun.
- 9 pesos per 6 vares de Rouen per als cabuts d'elles.
- 18 pesos per factura a pes i mig cadascuna.
Un any més tard, el 30 març del 1575 es cancel·lava, al mestre Joan de ORVE, 50 pesos de plata corrent, per la curació d'un negre de la Casa de la Moneda.
Constituïts quatre fornalls per al procés tècnic d'encunyació, hi havia "quatre esclaus" en cada un d'ells a càrrec d'un capatàs com afirma Cañete. No obstant això, Burzio esmenta que eren "indis esclaus". La veritat és que la Casa de la Moneda comptava amb esclaus als seus locals i eren negres i no indis que treballaven als fornalls, on l'individu estava sota el domini d'un encarregat del fornall.
Com mà d'obra, la Casa de Moneda depenia dels esclaus negres. En una Provisió Reial del 30 d'agost del 1575, expedida a Arequipa, trobem els primers dotze esclaus negres que van treballar en els tres fornalls que es van habilitar a càrrec dels capatassos següents:
A càrrec de Pere Reial quatre esclaus anomenats: Cristóbal SAPE, Lorenzo Negre, Joan Congo Portugues i Martín
A càrrec de Pedro de Salazar altres quatre esclaus dels noms següents: Martín SAPE, Miguel SAPE, Domingo SAPE i Cristóbal Congo
A càrrec de Lucas Martín capatàs altres quatre esclaus dels noms següents: Antón Congo, Antón SAPE, Salvador Tolofo i Pedro Tolofo
Esclaus negres que van ser dotats amb fons de la Reial Hisenda per fundar la Casa de la Moneda a risc dels capatassos i vagin pagant a la corona del batement pel preu i cost dels esclaus a la reial caixa. En el mateix document s'autoritzava la compra d'altres esclaus negres per a l'habilitació d'una quarta fornal. Durant els últims anys del segle xvi, del XVII i principis del xviii, el tràfic d'esclaus negres per a la Casa de Moneda era imminent.
De testimonis sobre el tràfic legal d'esclaus negres, en localitzem quan, el 23 octubre del 1577, trobem el Clergue Gonzalo García Garzón a través del seu apoderat Francisco Palomino de Cárdenas venent el capatàs Juan Rodríguez, un negre, en 350 pesos de plata assajada i marcada, amb les següents característiques: "d'edat de vint anys, pocs més o menys ... subjecte a servitud, hagut de bona guerra per borratxo, fugitiu malalt i per facinerós i entremaliat i per tenir altres rebuigs i defectes i malalties ".
Per la qual cosa, els tractants negrers arribaven a la Vila Imperial de Potosí portant gent negra des de Guinea per via Brasil. El 1601 va ingressar un lot de 50 peces d'esclaus negres internats per Manuel Enríquez en representació de l'Administrador General de la Contractació dels Negres, don Pedro Gómez Remel; i el tresorer Luis de Izunsa va adquirir sis peces dels dos sexes: "Juan d'edat de 17 a 18 anys, Pedro de la mateixa edat, Llorenç de la mateixa edat, Maria de 16 anys, Catalina de la mateixa edat i Violant de 14 anys ".

## Segona Casa de Moneda

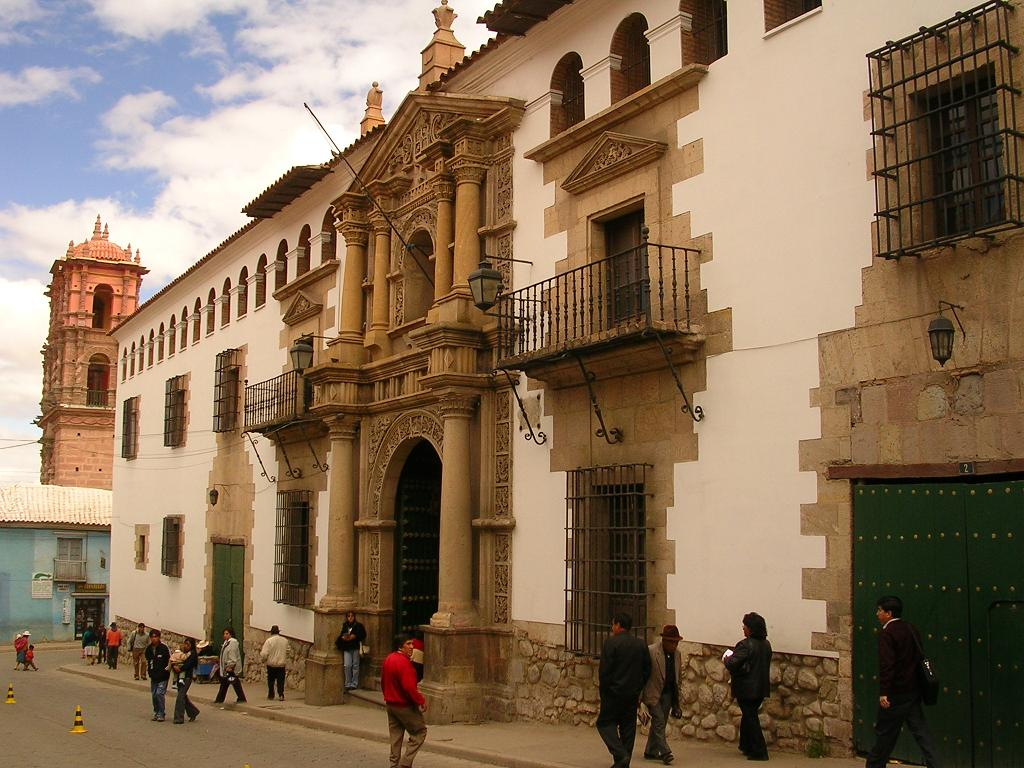
Façana de la Casa de la Moneda

Transcorren prop de 150 anys de funcionament de la primera Casa de la Moneda i malgrat que la producció de plata del Cerro Rico travessava un període crític, les autoritats reials d'Espanya conceben el projecte de posar en marxa el "rellançament" del preuat metall. Constituïa aquesta decisió un desesperat esforç per enfrontar la crisi del Regne, sufragar les despeses de guerres inútils i el voluminós cost d'una frondosa noblesa improductiva.
Espanya torna la mirada a Potosí.
La seva muntanya generosa encara no s'esgotava.
El rellançament de la plata es posa en marxa.
Una de les principals mesures és construir una nova Casa de Moneda que deixi enrere les deformes "macuquines" (que per tant de temps van circular) i llanci al món reals columnaris o de bust.
Sa Majestat ordena a les autoritats potosines construir la nova seca, però elles, al capdavant del governador Ventura Santelices i Venero, s'hi oposen argumentant que el més encertat seria ampliar l'antiga, és a dir, la toledana del 1575.
Les diferències de criteris es perllonguen per molt de temps i, al final, s'imposa l'ordre del Rei que envia a l'experimentat arquitecte Salvador de Vila, que residia alternativament a Mèxic i Lima, per executar aquest projecte tan ambiciós. La construcció va durar del 1759 al 1773.

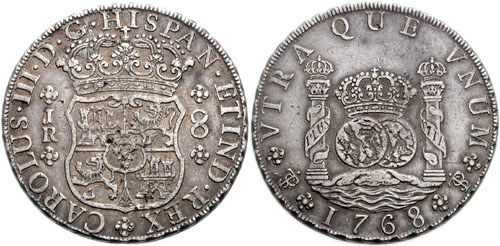
Moneda encunyada a la Reial Casa de la Moneda

La història dels treballs és interessant i reveladora.
Només esmentant que ocupa una superfície de 7.570 metres quadrats i té prop de 15.000 metres quadrats construïts es té una idea gràfica de la seva majestuositat, que es complementa amb cinc patis i al voltant de dos-cents ambients. La seva arquitectura barroca adquireix una vistositat variada des de qualsevol angle. La seva portada, els seus sostres, els seus balcons del primer pati, els seus vigoroses parets de pedra picada i Bolonya amb parts de fi maó, en fi, en el seu conjunt aparenta una fortalesa infranquejable.
Com a referència del seu prolixa edificació només cal recordar que en el fustam es van emprar 450 bigues, 1.239 tisores, 10 planxes, 820 biguetess, 20 tirants, L20 soleres, 1.200 taules, 2.109 taules ordinàries, 40 taulers i 20 "peares" de fusta en tros.
Quan l'enorme casa es va inaugurar el 31 de juliol del 1773, l'erudit cronista Pedro Vicente Canete, deia:
| « | "Tot l'edifici és de pedra llaurada d'obra de pedra picada amb dos alts sostres de cedre i altres excel·lents fustes: moltes finestres amb reixetes de ferro i vidrieres i amb pocs balcons al carrer. El primer pati es destina per a habitacions dels ministres principals, amb una casa per a cada un, dividint les pertinences d'un sol corredor que té en quadre. Amb envans de fusta que les distingeix per rètols d'ocupació a qui corresponen. Amb respectiva entrada i sortida per diferents escales ... " | » |

I el preu de la construcció?
Al concloure es va fer un balanç, d'acord amb els documents, llançant un cost d'1.148.452 pesos i 6 reals. Els entesos estimen que avui dia aquesta suma representaria al voltant de deu milions de dòlar s.
Tenia raó el Rei Carlos III d'expressar, quan va ser informat de l'acabament de l'obra i el seu cost, aquestes paraules "tot l'edifici ha d'estar fet de plata pura ..."

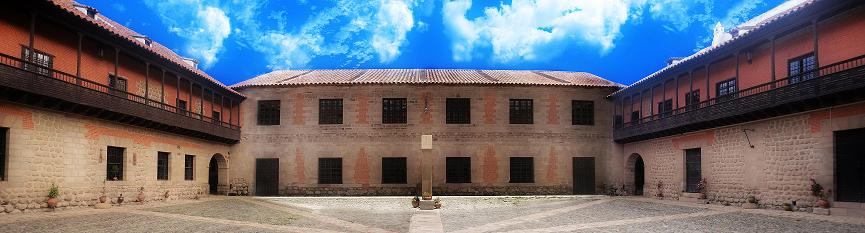
Segon pati de la Casa de Moneda

A part del cost monetari, en gairebé tres lustres, milers d'obrers van contribuir amb el seu esforç. Indígenes, paletes, mestres, ajudants, fusters, plomers, serrallers, capatassos, sense deixar de banda supervisors, comptadors, enginyers, arquitectes. L'arquitecte Salvador de Vila, mor després de quatre anys de tasca el 1764 i és reemplaçat pel seu deixeble Luis Cabello que al seu torn transfereix la responsabilitat el 1765 a Jaume Sant Just. L'organització tecnicoadministrativa de la Casa de la Moneda se subjectava a estrictes reglamentacions elaborades en el Consell del Rei. Comprenia el Tresorer com a màxima autoritat, i li seguia en jerarquia l'assajador que tenia la missió d'analitzar les barres de plata i verificar els detalls pertinents, col·locant també les inicials del seu nom a les monedes. Qualsevol irregularitat o frau eren de la seva exclusiva responsabilitat.

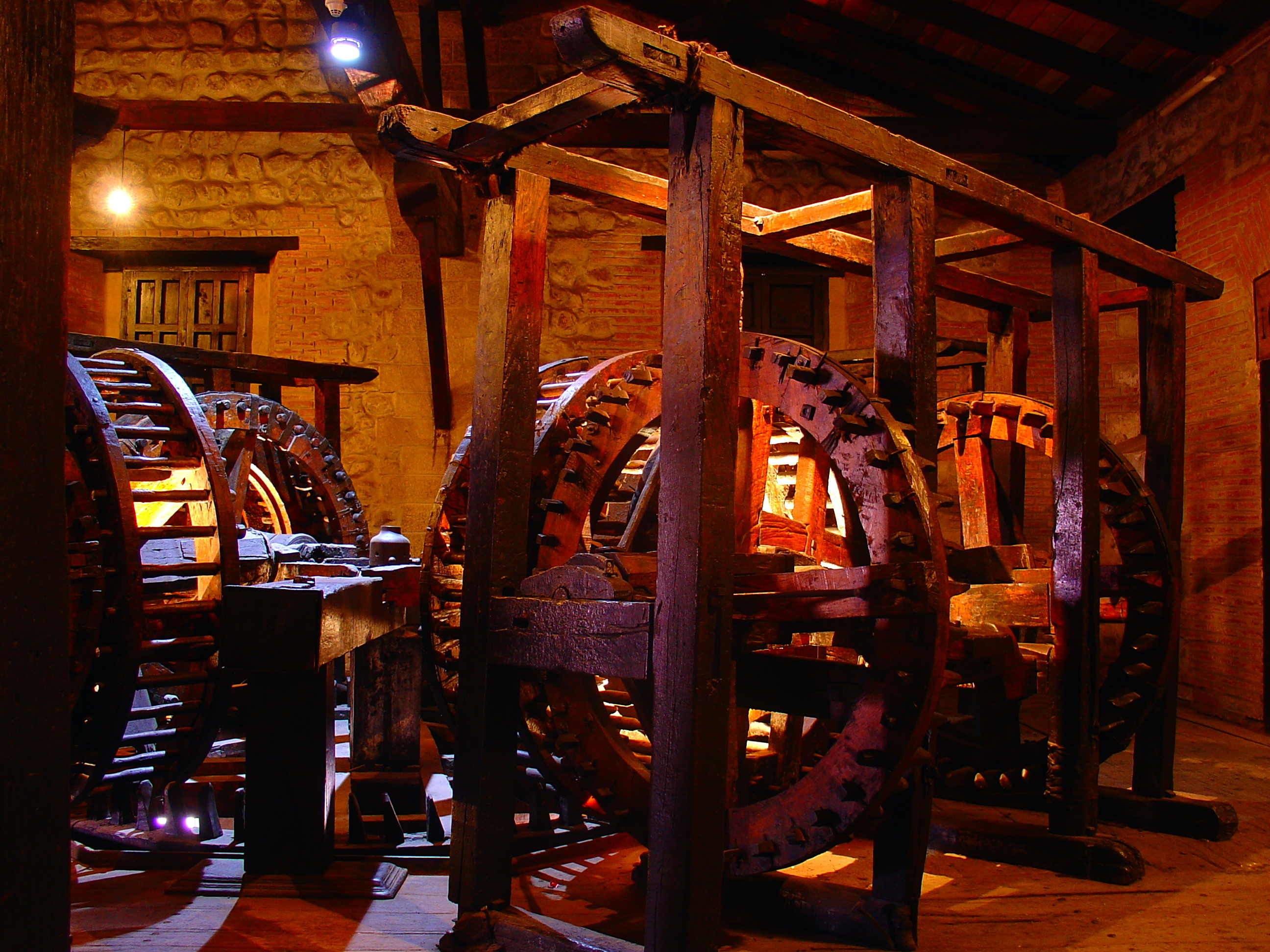
Màquines laminadores de plata de la Casa Nacional de Moneda.

El fonedor obeïa les instruccions de l'assajador, el tallista llaurava els encunys i el balancer controlava el pes de les monedes. A part d'aquest personal s'assignaven ajudants i altres col·laboradors.

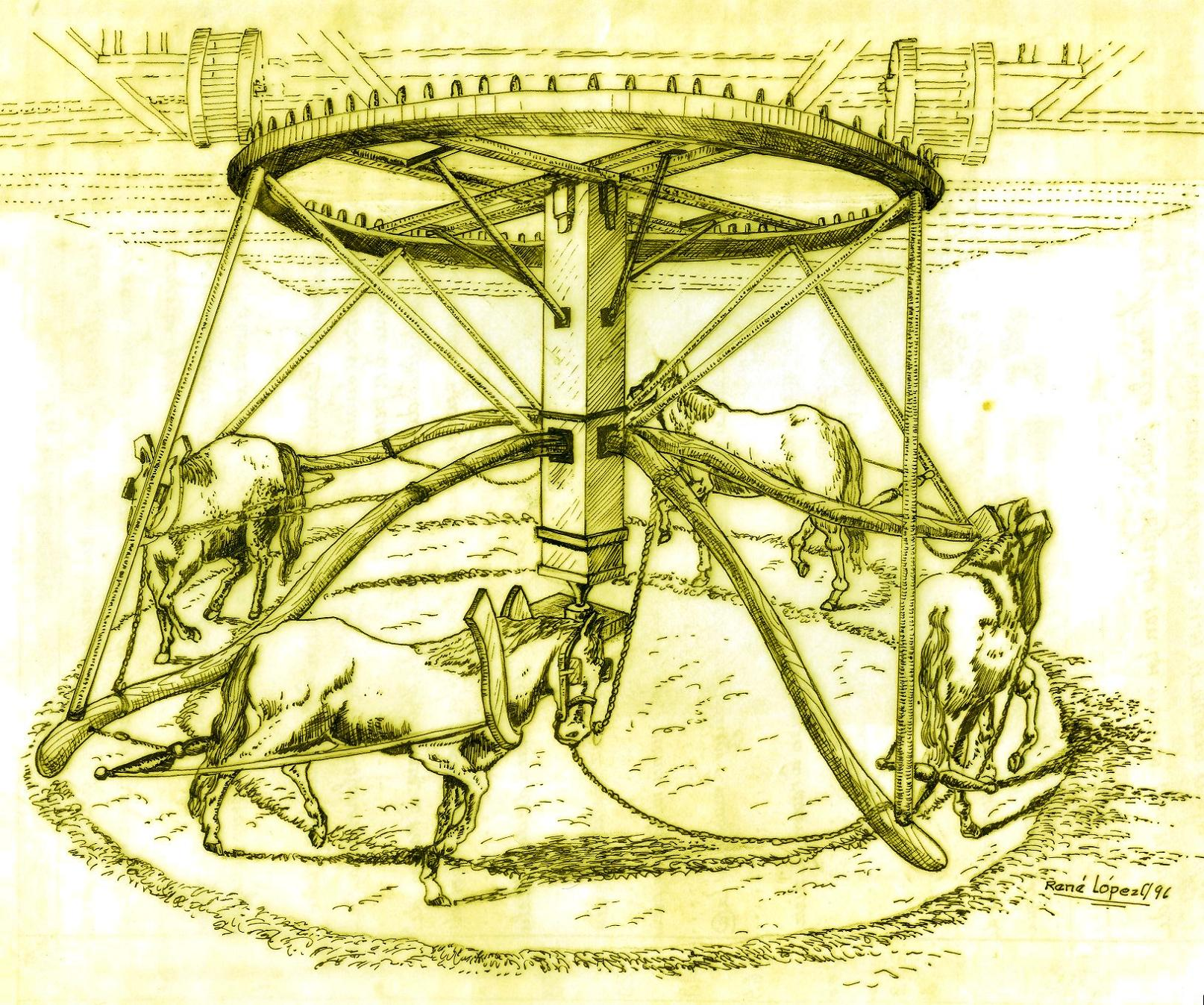
Planta baixa de les màquines laminadores de plata. Casa Reial de Moneda. Segle XVIII

Per descomptat, una tasca tan delicada requeria que cada casa d'amonedament disposés de llocs per batre els cospells de plata i convertir-los en moneda; eren fornalls on es trobaven els encunyadors, capatassos, guàrdies i negres esclaus i indígenes que feien les feines més pesades ".
"Aquests càrrecs, que inicialment es concedien per favor o mercè, posteriorment es venien en subhasta pública i tenien com a renda els drets que es cobraven sobre l'encunyat".
Com evocació històrica queden en la memòria col·lectiva els altres temps familiars termes de "la moneda de martell, la moneda a volant, la matriu, el punxó, l'encuny o encuny, el cospell, el tall, al retall, la cisalla, el blanqueig de la moneda ... "
Tenen raó els numismàtics quan sostenen que "la seca de la Villa Imperial va ser bressol dels corrents monetàries que van alimentar les vastes zones del Riu de la Plata, així com Lima ho va ser per a la costa del Pacífic i Cartagena d'Índies i Santa Fe de Bogotà per a l'anomenada serra ferma ". No obstant això, la transcendència de la inesgotable riquesa de plata va portar a proclamar aquesta veritat a Europa i el Nou Món: "no hi ha part del món civilitzat, ni museu històric numismàtic que no contingui cent vegades el nom de Potosí i el de la seva Casa Reial de Moneda, una de les més conegudes del món i la segona a Amèrica després de la de Mèxic, la seva germana gran per poc temps ".
La producció del blanc metall adquireix xifres inimaginables.
Només als primers 28 anys es testimonia que "el Tresor de Potosí va passar un balanç al Rei d'Espanya pel qual resultava que el producte de les mines de plata des del 1545 fins al 1573 havia estat de 820 milions 513.000 i 893 duros, quantitat major a la qual es calculava que era el cabal metàl·lic circulant en tots els Estats europeus ".
Un altre informe:

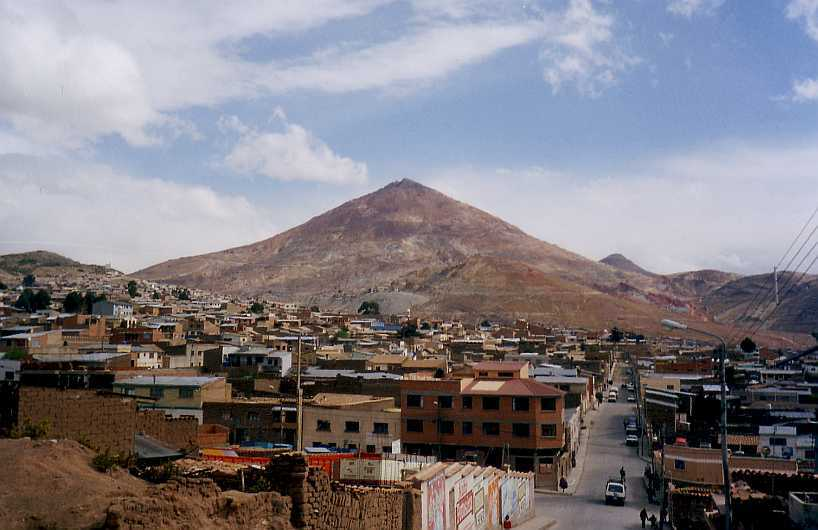
Vista del Cerro Rico de Potosí

"Fins al 1687 van passar per les caixes reials 450 milions de pesos, suma bastant per poder-se fabricar amb ella un altre bellíssim i molt capaç muntanya de plata, tot i que una part igual o major a la que es presentava a cinquens era ocultada i sostreta a aquesta imposició i registre ... "
El valor de les monedes colonials, comparant avui dia amb el patró dòlar, pot ser i ha de ser discutible, raó per la qual es coneixen diversos criteris i variades estimacions. L'investigador bolivià Orlando Capriles Villazón, en la seva obra "Història de la mineria", ofereix aquesta relació:
- Pes castellà, de 4 reals US $ 0,72
- Pes miner o assajat, de 14 reals i 17 maravedisos "2,56
- El pes corrent, de 12 reals i 17 maravedisos "2,25
- El ducat, d'11 reals i un maravedis "1,98
- El pes de 3 quartans, de 9 reals "1,62
- El pes creu o macuquina, de 8 reals i 16 maravedisos "1,47
- El medi pes, de 4 reals "0,72
- La pesseta de 2 reals "0,36
- El reial, de 34 maravedisos "0,18
- El maravedís "0,0054

## Encunyació republicana
Creada la República de Bolívar el 6 d'agost del 1825 després de la lluita per la independència que es va perllongar durant quinze anys i amb el suport dels Libertadores Simón Bolívar i Antonio José de Sucre, l'organització administrativa i monetària va començar amb entusiasme, però amb nombroses dificultats.
Van haver de transcórrer dos anys (en els quals van continuar circulant les monedes espanyoles) per fabricar les d'encuny republicà.
Als 42 anys, el 1869, li va correspondre al govern del discutit president Mariano Melgarejo l'adquisició d'un equip a vapor de procedència nord-americà que va funcionar fins al 1909, i va ser renovat per una maquinària elèctrica adquirida pel mandatari Ismael Montes. Va encunyar monedes durant 44 anys, i es va tancar el cicle monetari que va generar el Cerro Rico el 1953, que va deixar una història apassionant que té validesa no només per a Bolívia, sinó per a tota Amèrica.
Les maquinàries colonials i republicanes es conserven en l'enorme edifici de la Casa de Moneda com a peces museològiques que testimonien, cadascuna en la seva època, la febril passió de l'home per llaurar amb avinences i desavinences i amb llums i ombres un tros d'història en el tauler del temps.
| « | Potser "l'home és un Déu quan somia i no és més que un captaire quan pensa", va sentenciar Hölderlin, el turmentat pensador alemany que menyspreava les monedes i vivia trist i solitari. | » |